# Lingua malese papuana
Il Papuan Malay o Irian Malay è una lingua creola di origine malese parlata nella parte indonesiana della Nuova Guinea. È emerso come lingua di contatto tra le tribù della Nuova Guinea indonesiana (ora Papua, Papua centrale, Papua Pegunungan, Papua meridionale e Papua occidentale) per il commercio e la comunicazione quotidiana. Al giorno d'oggi, ha un numero crescente di madrelingua. Più recentemente, il vernacolo dei papuani indonesiani è stato influenzato dall'indonesiano standard, il dialetto standard nazionale. È parlato principalmente nelle zone costiere della Papua occidentale insieme ad altre 274 lingue parlate qui.
Il papuano malese appartiene al sottoramo malese all'interno del ramo occidentale-malese-polinesiano (WMP) della famiglia linguistica austronesiana.
Alcuni linguisti hanno suggerito che il malese papuano abbia le sue radici nel malese delle Molucche settentrionali, come evidenziato dal numero di prestiti ternati nel suo lessico. Altri hanno proposto che derivi dall'ambonese malese.
Si possono identificare quattro varietà di papuano malese. Una varietà di papuano malese è parlata a Vanimo, in Papua Nuova Guinea, vicino al confine indonesiano.